# William Sharp Macleay
William Sharp Macleay (Londra, 21 luglio 1792 – Sydney, 26 gennaio 1865) è stato un entomologo e funzionario del governo inglese, celebre per le sue scoperte sugli insetti, sulla storia naturale e per le sue corrispondenze con Charles Darwin.

## Biografia
Nacque a Londra il 21 luglio del 1792, dallo scienziato ed anch'egli entomologo Alexander Macleay, membro della Royal Society. Decise di seguire gli studi paterni, diplomandosi al Royal College di Westminster e laureandosi con lode al Trinity College di Cambridge.
Successivamente si trasferì all'ambasciata inglese a Parigi, dove conobbe diverse personalità dell'epoca nell'ambito scientifico, fra cui Georges Cuvier.
Nel 1825 il governo lo trasferì a L'Avana a Cuba come commissionario d'arbitrato per risolvere la questione dell'abolizione della schiavitù.
Nel 1839 si trasferì in Australia, a Sydney, dove si dedicò alla ricerca scientifica, in particolare alla fauna marina di Port Jackson.
Restò nella capitale fino alla sua morte, il 26 gennaio del 1865.

## Pubblicazioni
- Horae Entomologicae (1819)
- Annulosa Javanica (1825)
- Remarks on the Identity of certain General Laws, which have been lately observed to regulate the Natural Distribution of Insects and Fungi, Transactions of the Linnean Society (1825)
- Illustrations of the Annulosa of South Africa (1838)